# Mi Granja
Mi Granja es una localidad del Departamento Colón, provincia de Córdoba, ubicada a 17 km de la capital provincial Córdoba, en la República Argentina.

## Población
Cuenta con 2794 habitantes (Indec, 2022), lo que representa un incremento del 12% frente a los 2456 habitantes (Indec, 2010) del censo anterior.
| Gráfica de evolución demográfica de Mi Granja entre 1991 y 2022 |
|                                                                 |
| Fuente: Censos nacionales del INDEC                             |

## Historia
Fundada en 1967 por Agustín Villafañe del Viso.
Según la Ley provincial 8102 que rige a municipios y comunas en la provincia de Córdoba, corresponde el rango de comuna (poblaciones con hasta 2000 hab.) de allí que sea administrada por un Presidente Comunal y una Comisión Ejecutiva conformada por tres personas, quienes son electos por elecciones populares cada cuatro años al igual que el resto de autoridades provinciales.
En el año 1993, durante el gobierno del Dr. Eduardo C. Angeloz, se aprobó la ley provincial por la que todas las comunas, que desde los gobiernos militares eran administradas por un interventor designado por el gobierno de turno, convocarían a elecciones, para lo que se constituyeron circuitos electorales a los efectos de conformar padrones de electores en cada localidad.
Desde el año 1993 (un primer periodo de dos años tras la normalización, luego cada cuatro años) y hasta el año 2007, el cargo de Presidente Comunal fue ocupado por Daniel G. D'Olivo por el partido UCR (Unión Cívica Radical).
En elecciones realizadas el 28 de octubre de 2007, resulta elegida la candidata de Unión por Córdoba, Claudia I. Acosta.
Urbanísticamente la comuna de Mi Granja está parcelada en lotes de 50 m x 160 m cada uno (poco menos de una hectárea), destinados a como su nombre lo indica a la práctica de diversas actividades relacionadas con las granjas; avicultura para huevos, cultivos bajo cubierta, cría de cerdos, cría de Codorníz, Conejos, Perros, etc. están dentro de sus principales actividades.

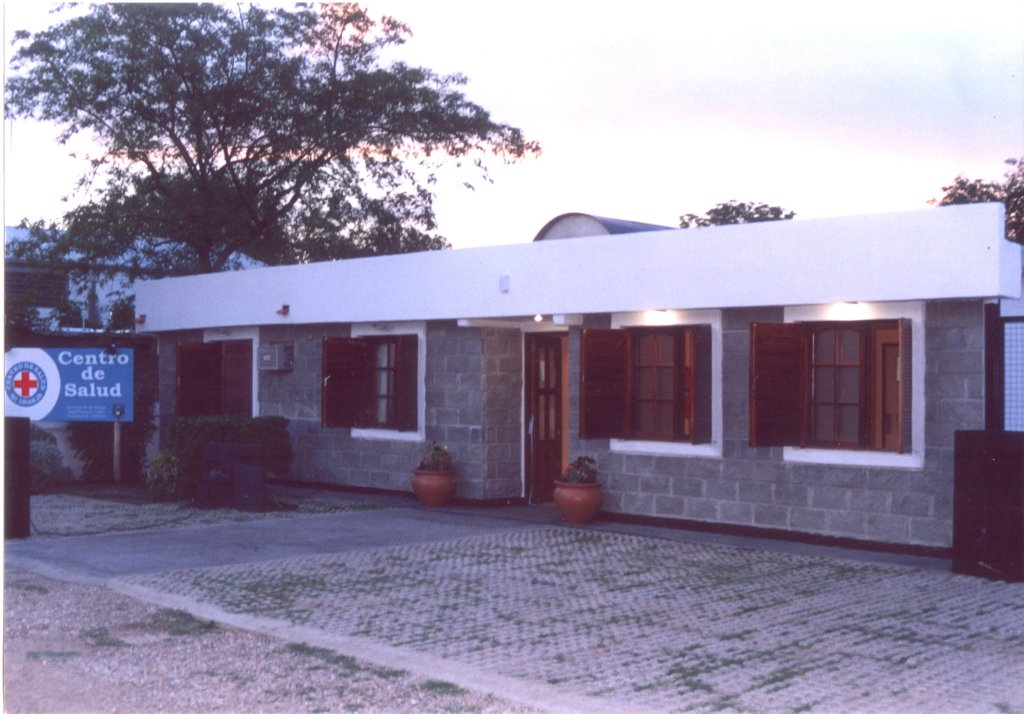
Centro de salud

## Parque Industrial
Zona de "Parque Industrial" de 200 ha, en donde se encuentran, a 2006, 15 Industrias
- Fábrica de Envases Plásticos para productos alimenticios y bebidas gaseosas
- Fábrica de Pinturas y Membranas Asfálticas
- Fábrica de Pañales
- Fundición Gris
- Recupero de Aluminio
- Lavadero de Garrafas para Gas Envasado
- Embotelladora de Agua y café
- Fraccionadora de Productos Químicos
- Recuperadora de Aceites
- Distribuidora de Combustibles
- Planta Procesadora de Polvo para matafuegos
- Frigorífico de animales vacunos(Cerró)
- Lavadero y enfriadora de Cueros
- Empresa de Mantenimientos a Empresas
- Depósito de agroquímicos.

La Comuna presta los servicios de agua corriente, centro de salud con atención las 24 h además del servicio de ambulancia; alumbrado público; recolección domiciliaria de residuos; Registro Civil; correo.

## Sismicidad
La sismicidad de la región de Córdoba es frecuente y de intensidad baja, y un silencio sísmico de terremotos medios a graves cada 30 años en áreas aleatorias. Sus últimas expresiones se produjeron:
- 22 de septiembre de 1908 (116 años), a las 17.00 UTC-3, con 6,5 Richter, escala de Mercalli VII; ubicación 30°30′0″S 64°30′0″O / -30.50000, -64.50000; profundidad: 100 km; produjo daños en Deán Funes, Cruz del Eje y Soto, provincia de Córdoba, y en el sur de las provincias de Santiago del Estero, La Rioja y Catamarca[2]

- 16 de enero de 1947 (78 años), a las 2.37 UTC-3, con una magnitud aproximadamente de 5,5 en la escala de Richter (terremoto de Córdoba de 1947)[1]

- 28 de marzo de 1955 (70 años), a las 6.20 UTC-3 con 6,9 Richter: además de la gravedad física del fenómeno se unió el desconocimiento absoluto de la población a estos eventos recurrentes (terremoto de Villa Giardino de 1955)

- 7 de septiembre de 2004 (20 años), a las 8.53 UTC-3 con 4,1 Richter

- 25 de diciembre de 2009 (15 años), a las 21.42 UTC-3 con 4,0 Richter